# ゆば
ゆば（湯葉、湯波、油皮、豆腐皮）は、大豆の加工食品の一つ。豆乳を加熱した時の表面にできる薄皮でよく吸い物の具として使われたり、刺身と同様にそのまま醤油などをつけて食される。精進料理にも欠かせない伝統食材である。

## 概要

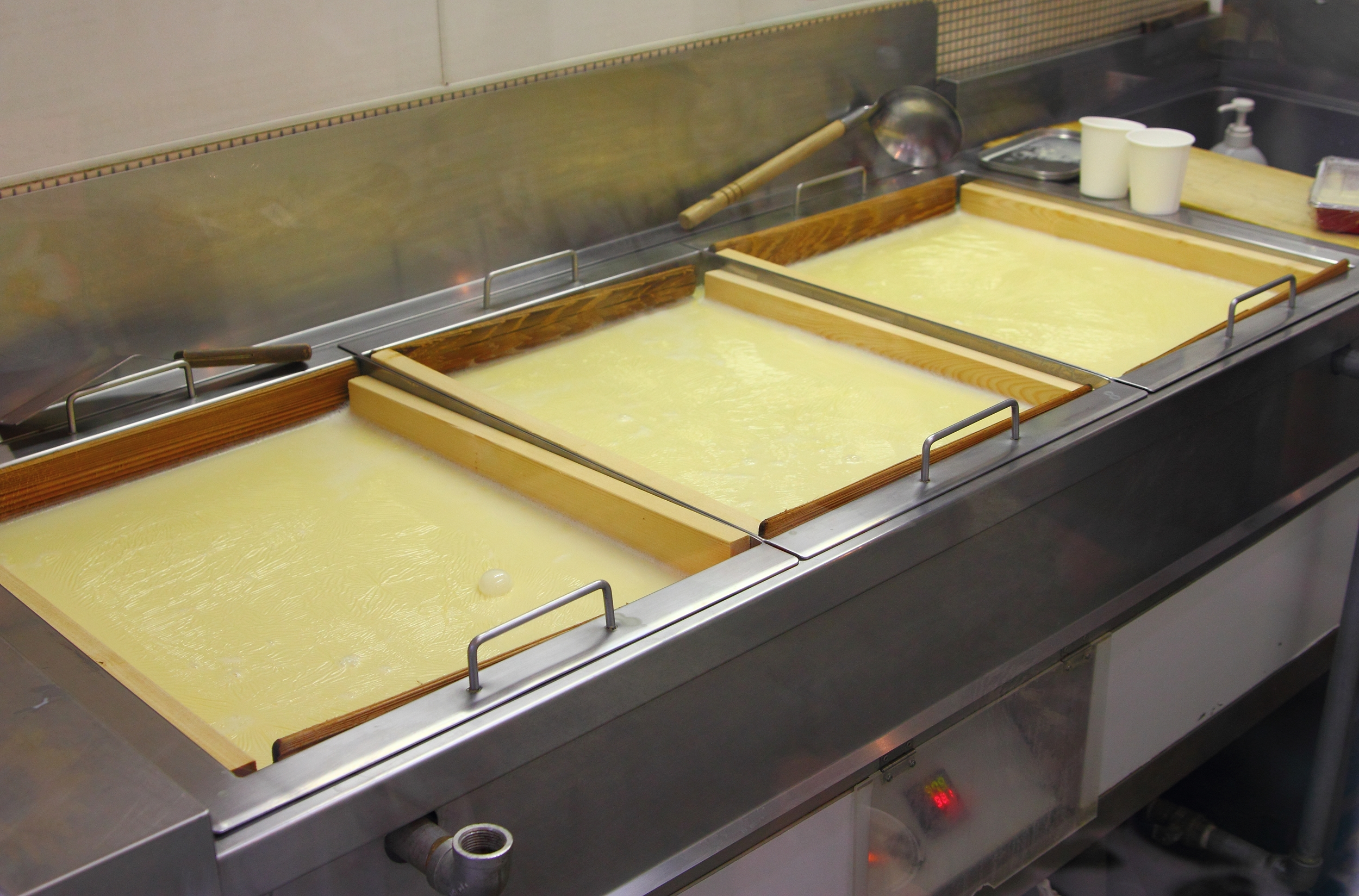
液面の膜がゆばである。

豆乳を加熱した時、ラムスデン現象によって液面に形成される膜を、竹串などを使って引き上げた物で、植物性蛋白質に富む精進料理の材料である。
豆腐との最大の差は製造方法である。豆腐は豆乳ににがり等の凝固剤を使用して、大豆の植物性蛋白質を凝固(塩析)させたものである一方、ゆばは凝固剤を使用せず、豆乳の加熱により豆乳表層の蛋白質や脂質などを主とする成分が熱凝固することで生成されるものである。
精進料理の材料の一つとして、日本のゆばは約1200年前に最澄が中国から仏教・茶・ゆばを持ち帰ったのが初めといわれ、日本最初のゆばは、滋賀県大津市に位置する比叡山の天台宗総本山の延暦寺に伝わり、比叡山麓の坂本（現在の滋賀県大津市）に童歌「山の坊さん何食うて暮らす、ゆばの付け焼き、定心房」として唄われたことが歴史的な記録に残っている。

## 日本のゆば（湯葉と湯波）
日本で最初にゆばの伝わった比叡山麗の京都や近江（現在の滋賀県）、古社寺の多い大和（奈良県）、そして日光（栃木県）、身延（山梨県）といった古くからの門前町が産地として有名で、京都と大和、身延では「湯葉」、日光では「湯波」と表記するのが一般的ではあるが、1716年（享保元年）創業の湯波半老舗、1790年（寛政2年）創業の湯波吉など、京都においても「湯波」と表記している場合もある。
日本では、引き上げた湯葉を生湯葉（または引き上げ湯葉）と呼び、料理の材料にするほか、刺身と同様にそのまま醤油などをつけ食べる。また、普茶料理でもよく使用される。京都の湯葉は膜の端に串を入れて引き上げるため一枚なのに対し、日光の湯波は膜の中央に串を入れて二つ折りにするように引き上げるため二枚重ねとなる。このため、京都のものは薄く、日光のものはボリューム感があるものになる。身延では湯葉を何枚も重ねて固めた「角ゆば」も作られている。また、関西の湯葉は生または自然乾燥させることが多く、日光は生または油で揚げられることが多い。
生湯葉のほかに、生湯葉を乾燥させた物（干し湯葉）、半乾燥の状態のうちに巻いたり、結び目を作った物（結び湯葉）など、様々な種類が市販されている。巻いた状態の物は吸い物の具にされることが多く、シート状の物は、復して各種の湯葉巻き料理にされることが多い。

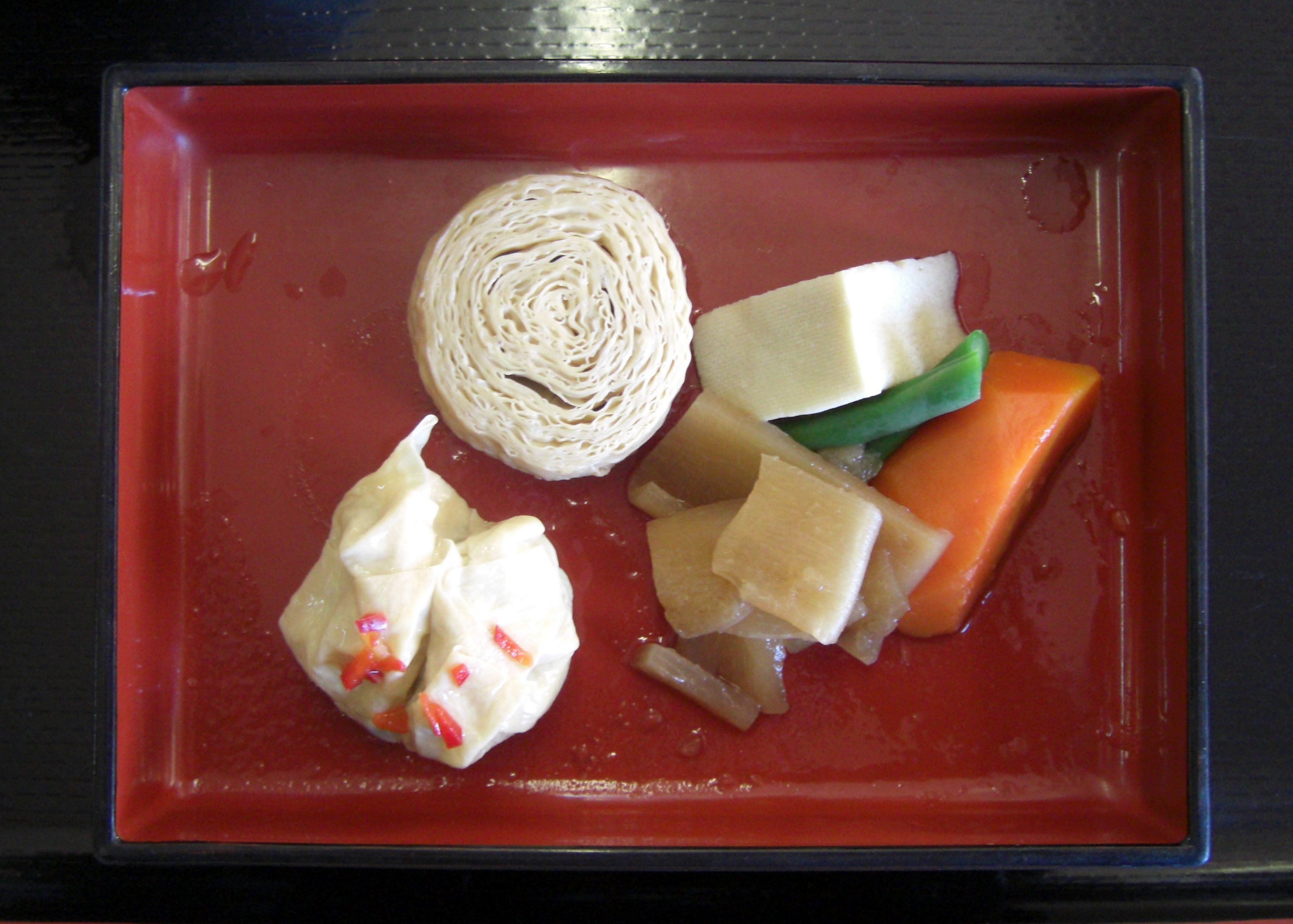
ゆば料理の一例。中央はだし汁を吸ったゆば巻き。左下はゆばの肉包み。
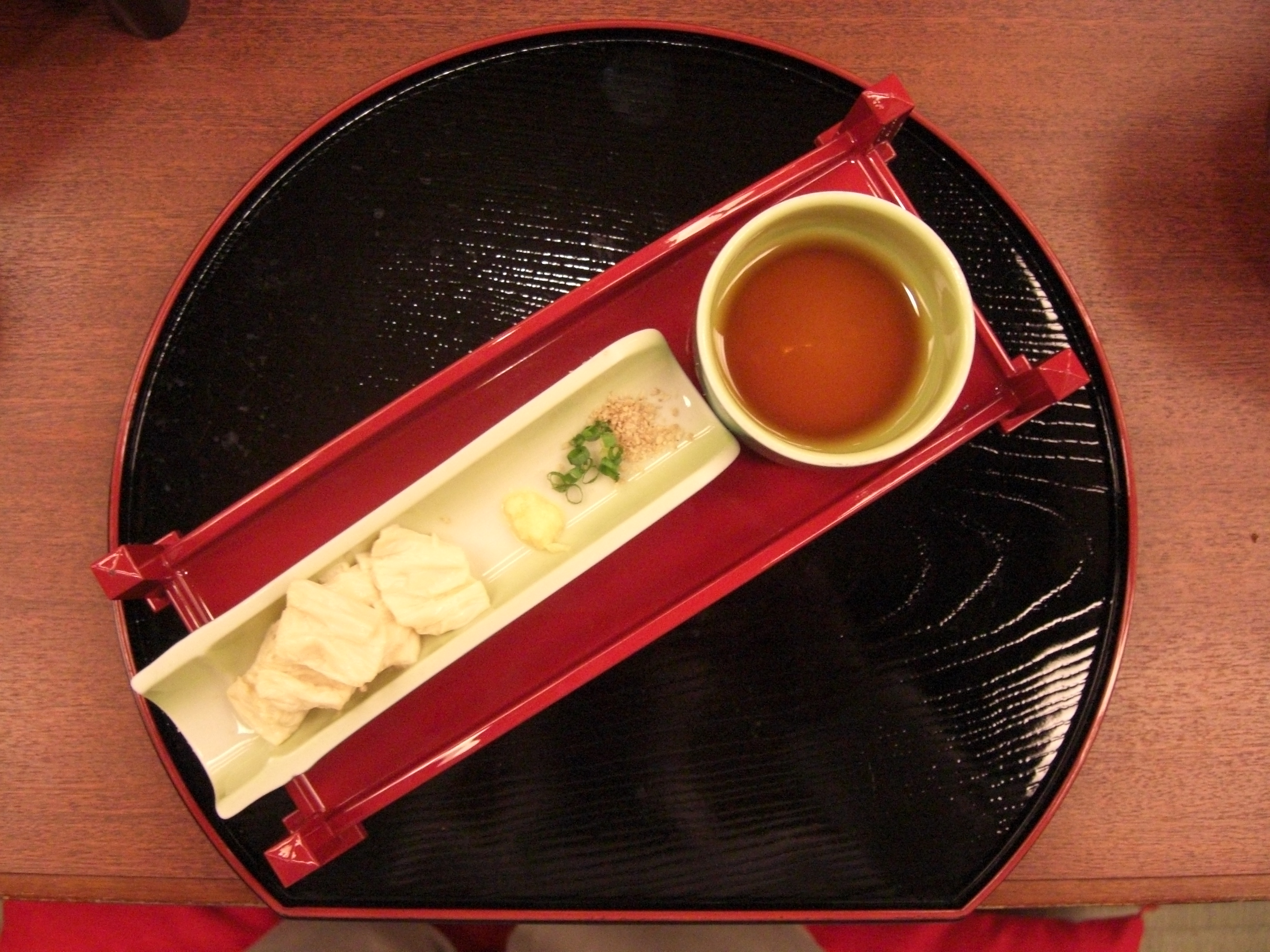
ゆば料理の一例。ゆばの刺身。

## 中国のゆば
中国では、シート状に干した「腐皮」（フーピー fǔpí）と、棒状に絞ってから干した「腐竹」（フーチュー fǔzhú）が多く、日本の湯葉のような巻いた形状で市販されることはまれである。結んだ状態の「腐皮結」（フーピージエ fǔpíjié）は中国でも作られている。
浙江省の杭州は、「腐皮」の産地として知られており、名物料理のひとつに、湯葉を素揚げにした「脆炸響鈴」（ツイジャーシアンリン cuìzháxiǎnglíng）という料理がある。
台湾では、豆皮（ダゥーポェー tau-phoe）と呼ばれており、雲林県の西螺鎮と莿桐郷は「豆皮」の産地として知られている。
広州でよく見られる広東料理の点心として、豚肉、シイタケ、ニンジンなどの拍子木切りを湯葉で巻き、オイスターソースなどで煮てから、蒸籠で蒸した「鮮竹捲」（シンチョッキュン）、「鮮竹紮」（シンチョッアーッ）、「腐皮捲」（フーペイキュン）がよく食べられている。
「腐竹」は河南省の長葛腐竹、湖南省の永興腐竹、広西チワン族自治区の桂林腐竹など、各地に産地が点在している。「腐竹」は、湯で戻して、煮物の材料にしたり、鍋料理の具として食べられることが多い。

## 関連作品・文献
- 芝木好子「湯葉」『湯葉・青磁砧』（講談社、2000年10月）ISBN 4-06-198232-X、ISBN 978-4-06-198232-1、所収 - 伝統的な京都の湯葉作りに嫁いだ嫁の重労働を描く
- 八木幸子、目片智子『比叡ゆばから始まるおいしい話 自然派の食卓へ、家庭で作れるゆばレシピ50』（西日本出版社、2005年6月）ISBN 4-901908-12-X、ISBN 978-4-901908-12-2